# Archives des Missions étrangères
Les archives des Missions étrangères regroupent l'ensemble des documents et des archives de la Société des Missions étrangères de Paris.
Instituées très vite après la fondation des Missions étrangères de Paris, les archives se sont progressivement développées, comprenant de nombreux éléments de l'histoire des Missions étrangères, avec les nombreux éléments biographiques des missionnaires, mais aussi des éléments de la culture en Asie et des pays de mission. Conservées depuis 2019 au sein de l'Institut de recherche France-Asie (IRFA), les archives sont ouvertes aux chercheurs.

## Historique
La naissance des archives des Missions étrangères de Paris débute peu de temps après la fondation de la Société des Missions étrangères de Paris en 1659. Jean-Marc Odam, un laïc travaillant pour les Missions étrangères de Paris et ayant une belle écriture, est à l'origine de la conservation des documents des Missions étrangères. 
La Révolution française marque un tournant dans les archives : celles-ci sont en grandes parties confisquées par l'état. En 1816, Charles-François Langlois, qui deviendra supérieur des Missions étrangères, découvre dans les archives, qu'il contribue à reconstituer après le désordre laissée par la Révolution, les statuts conservés d'une Association de prière et de bonnes œuvres pour le salut des infidèles, et de là partira l'idée des Œuvres de la Propagation de la Foi qu'il développera avec Pauline Jaricot. Mais ce n'est qu'à partir de 1833 que Jean Tesson, alors directeur du Séminaire, établit une classification des archives. Joseph Voisin, nommé député au Séminaire de Paris, fait parvenir de Chine deux corps complets de 80 000 caractères chinois mobile qui sont déposés à l'Imprimerie royale. Rappelé comme directeur des missions étrangères de Paris, on lui confie la charge de la bibliothèque et des archives.
Avec l'aide des aspirants aux missions étrangères de Paris, et pendant près de dix ans, il entreprend de classer, cataloguer et relier les 300 premiers volumes de l'archives de la Société des Missions étrangères de Paris. Il fait recopier toutes les archives des Missions étrangères de Paris présentes dans les archives publiques, ayant été confisquées à la Révolution.
Jean Rousseille est chargé en 1867 de faire un travail de recherche sur les règlements de la Société ; il en publie un historique, puis un recueil de textes, constitutions, instructions du Saint-Siège concernant les Missions étrangères de Paris.
Le conseil des directeurs en septembre 1884 développe une table analytique des Archives du Séminaire, comprenant 12 volumes de plus de 600 pages chacun. Peu après, Adrien Launay entreprend la publication de l'histoire des missions étrangères de Paris. Il effectue ses recherches auprès des Archives de la Propagande mais aussi de la Bibliothèque nationale et du British Museum. Il part en Inde et en Chine pour recopier de nombreux documents avec l'aide d'une dizaine de scribes.
Le travail des archivistes a continué, même s'il n'a jamais pu être réalisé en totalité, malgré le concours régulier de membres des Missions étrangères de Paris.
Depuis 2019, l'ensemble du patrimoine documentaire des Missions étrangères de Paris (archives, bibliothèques, iconothèque, cartothèque et fonds audiovisuels) est rassemblé au sein de l'Institut de recherche France-Asie (IRFA), qui a pour vocation de le conserver et de la valoriser auprès des chercheurs et du grand public. 